# Musée Dali (Beaune)
Pour les articles homonymes, voir Dali.
Le musée Dali de Beaune ou Dalineum est un ancien musée d'art (ouvert de 2011 à 2018) de Beaune en Côte-d'Or en Bourgogne-Franche-Comté, dédié à l'artiste maître catalan du surréalisme Salvador Dalí (1904-1989).

## Historique
Jean Amiot (né le 13 juillet 1949 à Neuilly-sur-Seine) est éditeur d'art (ancien directeur des éditions d'art JBF), marchand et collectionneur d'art. Il acquiert et expose de façon itinérante partout dans le monde durant 25 ans un millier d’œuvres originales de son artiste fétiche Salvador Dalí.

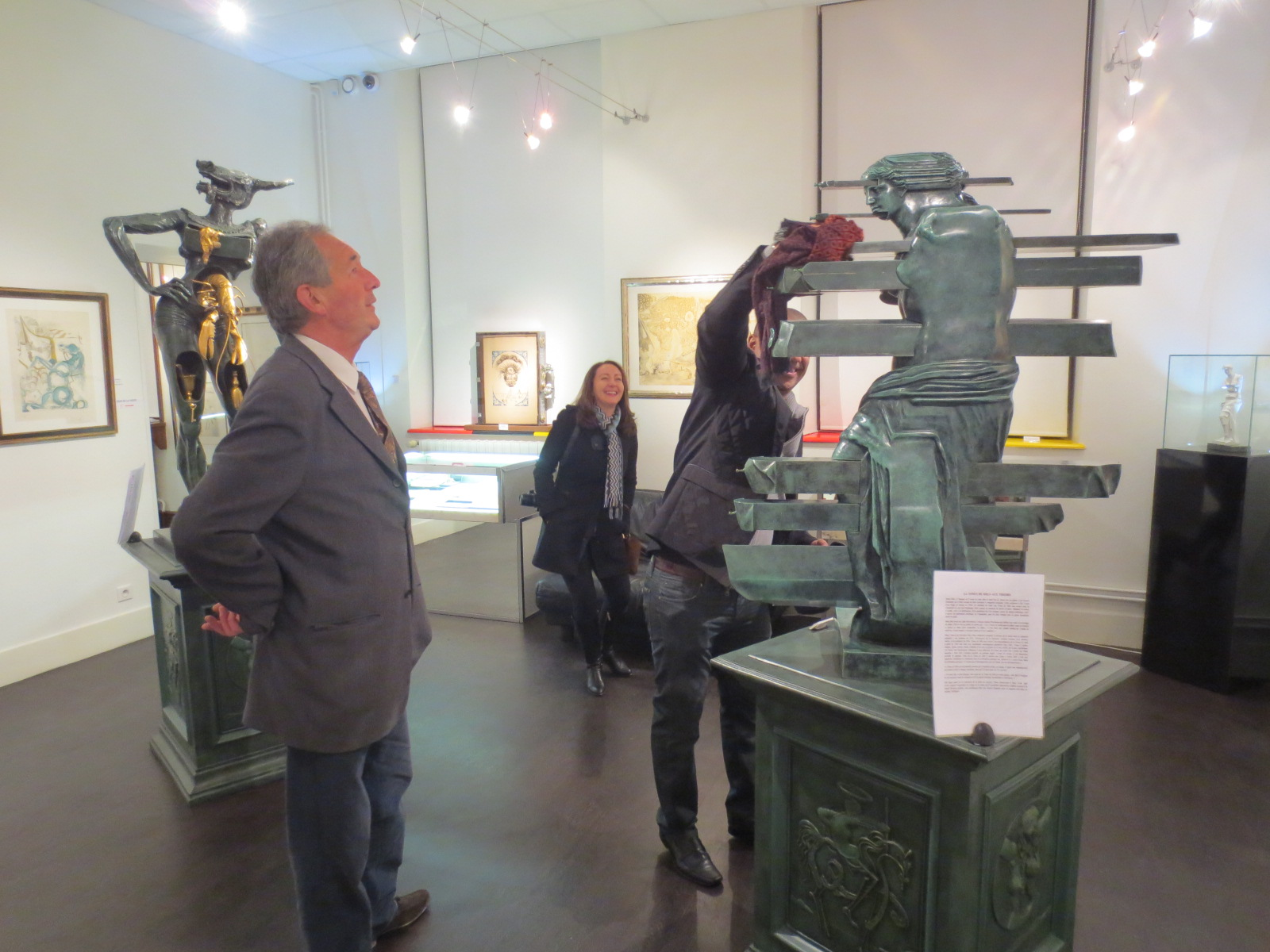
Le collectionneur maître des lieux Jean Amiot
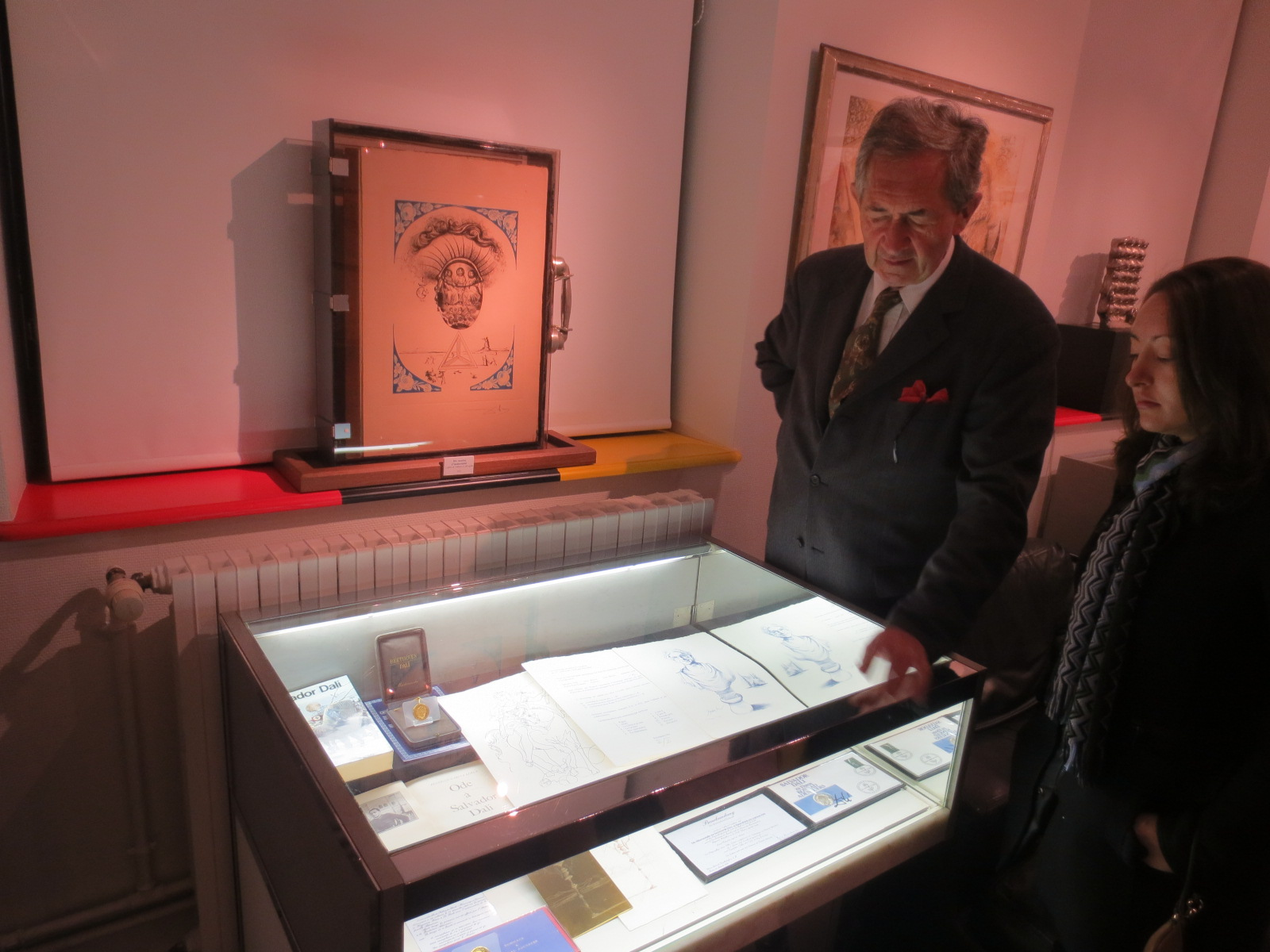
Jean Amiot

En novembre 2011 il revient à ses racines bourguignonnes maternelles et fonde son Dalineum dans l'hôtel particulier  comte René Boussard de La Chapelle du XVIIIe siècle, place Monge, anciens locaux de la Banque de France associé à un jardin public de 700 m2, voisin de la tour de l'horloge de Beaune, dans le centre historique de Beaune.

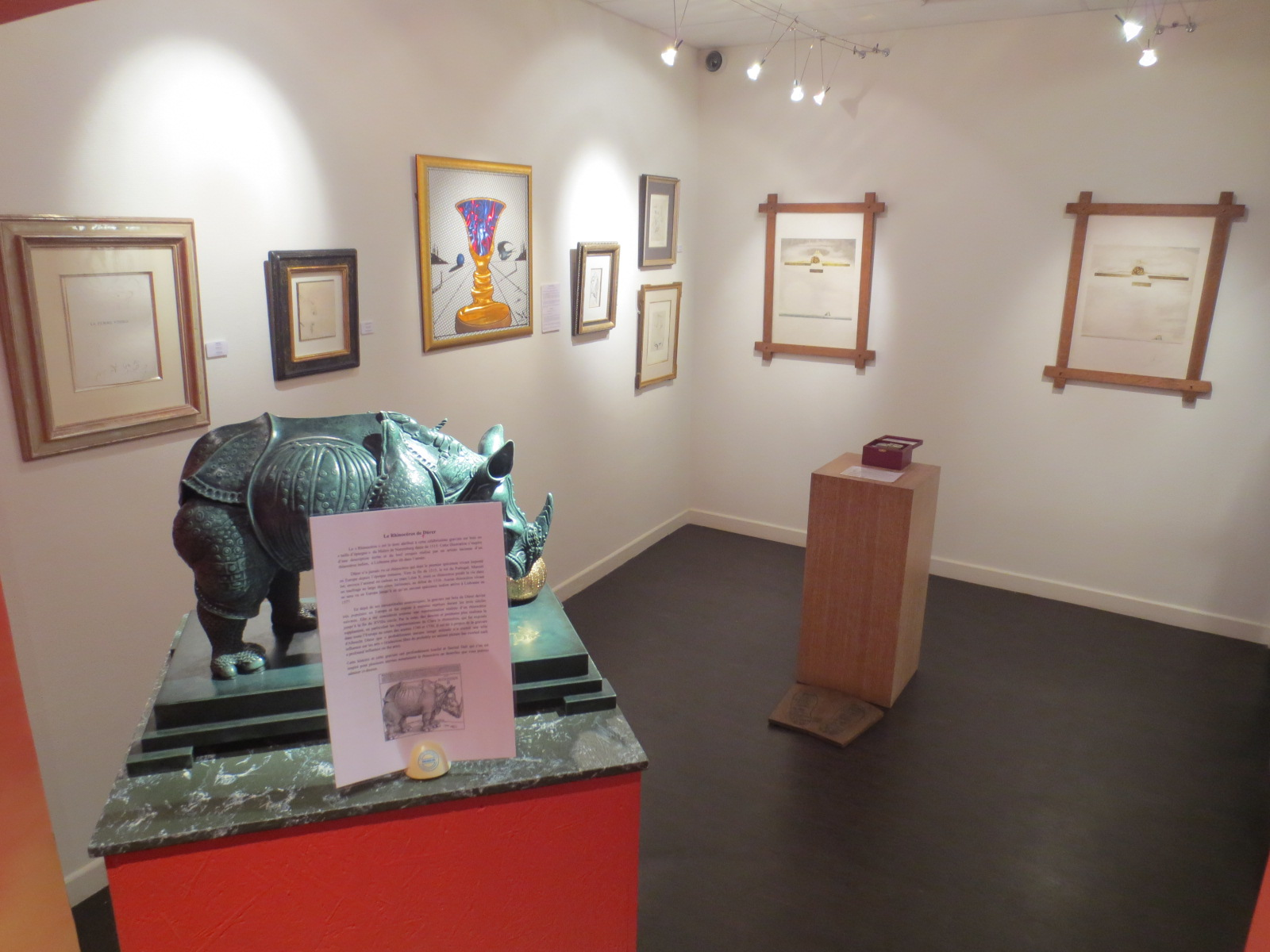

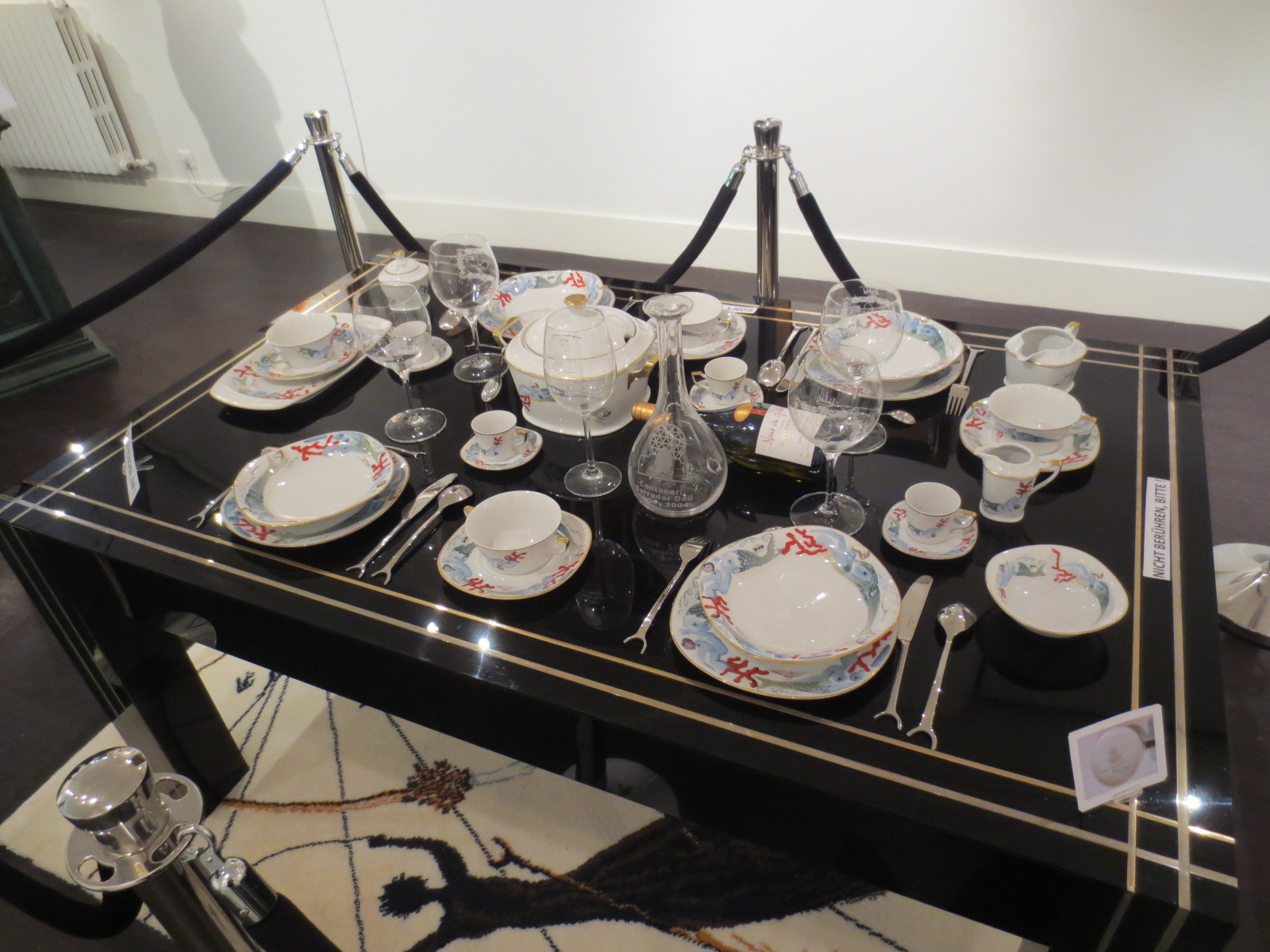
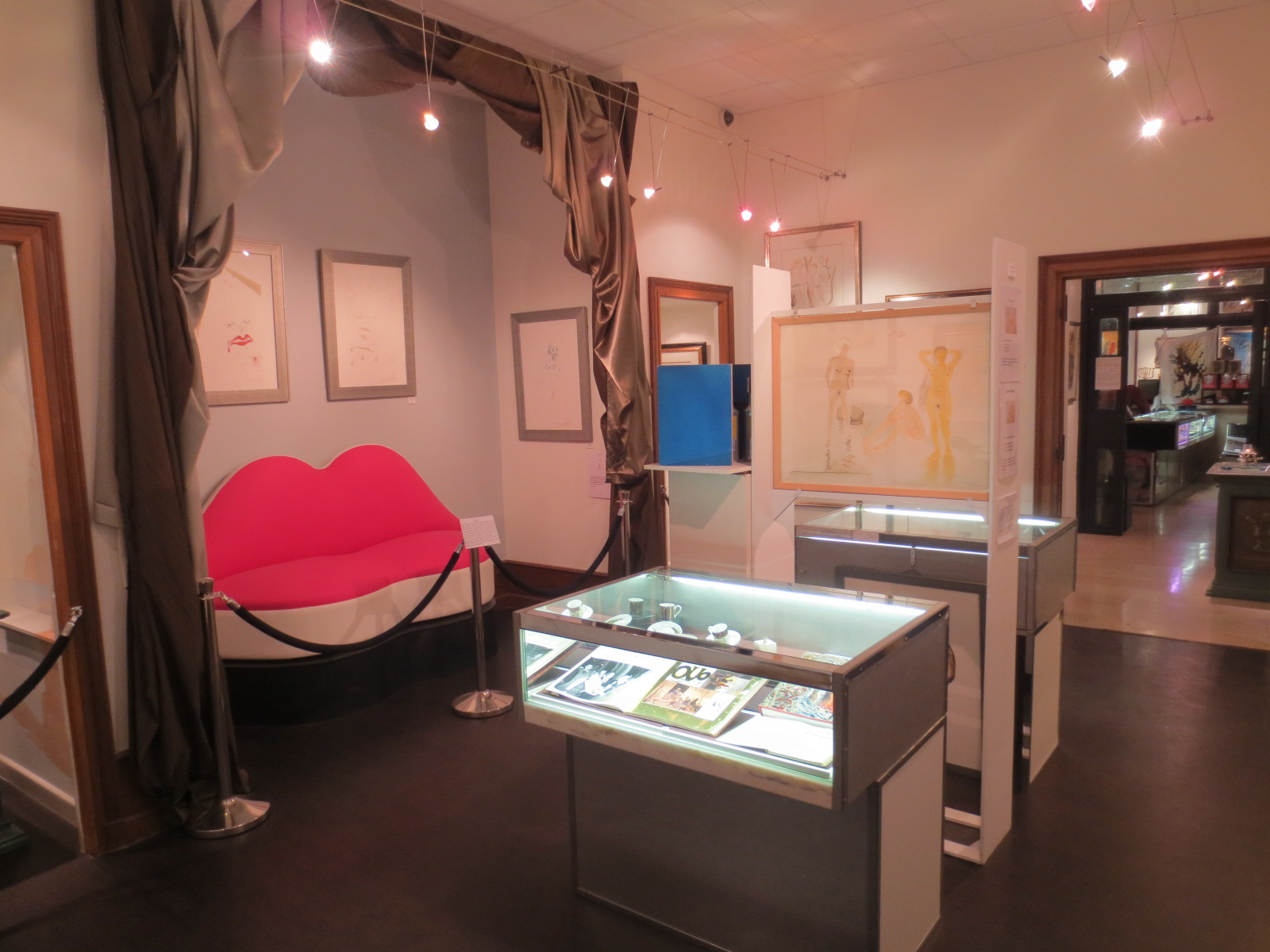
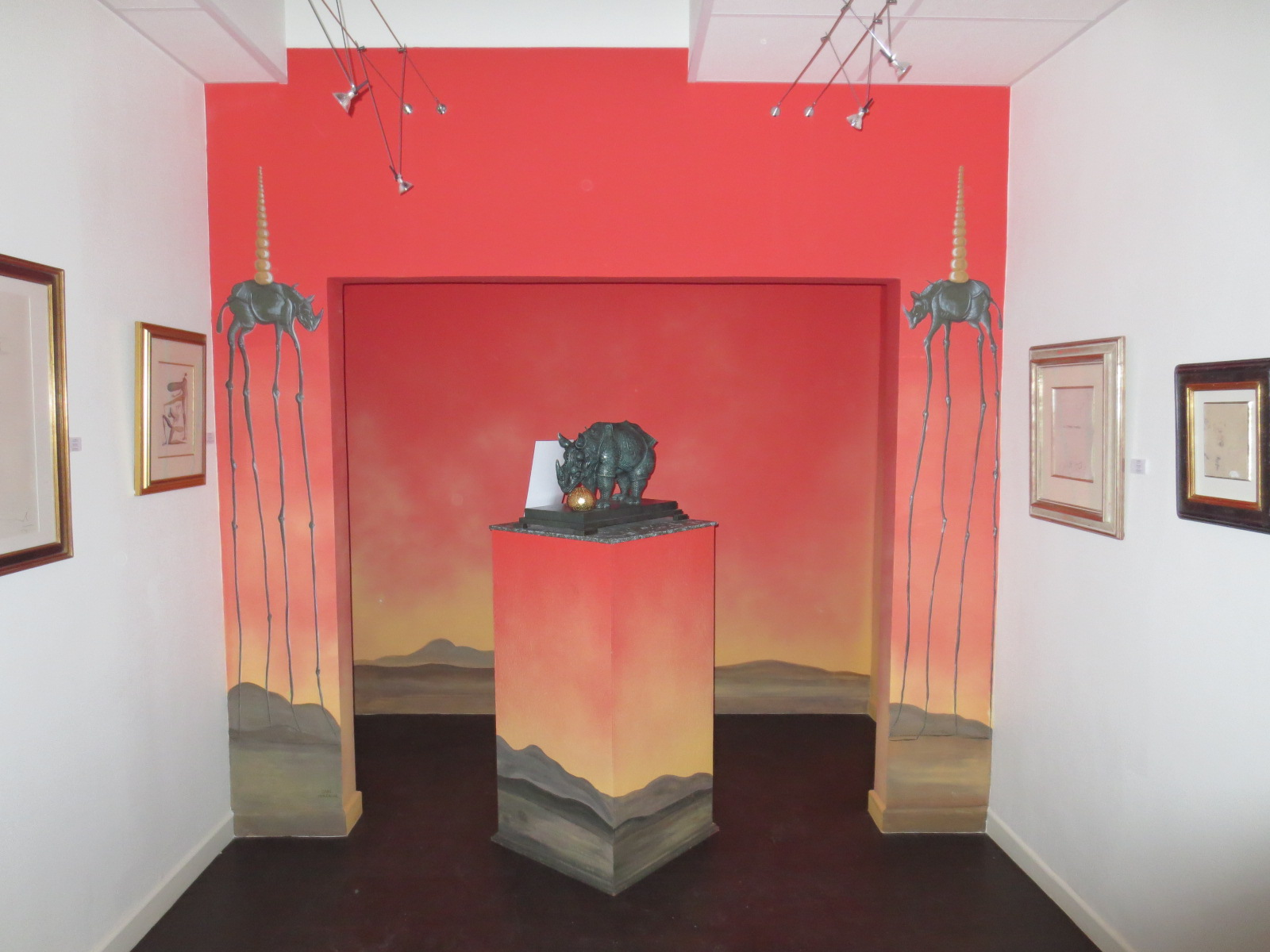
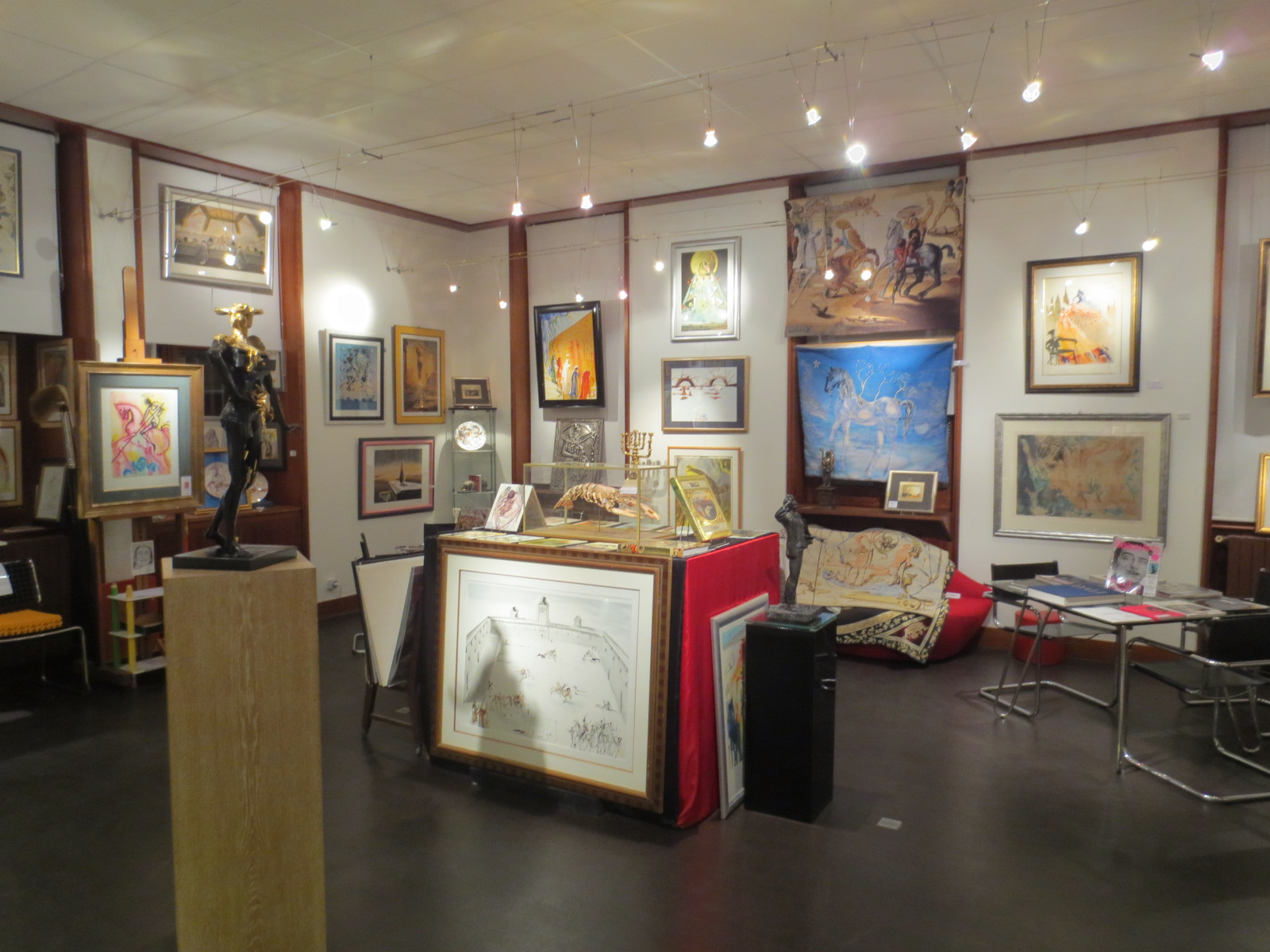

Il expose plus de 150 œuvres de sa collection sur 350 m2 : aquarelles, dessins, estampes originales, gouaches, peintures, sculptures, médailles, mobilier, photographies et portraits de l'artiste... dont un service de table complet, une reproduction du célèbre Canapé Boca (la Bouche, la Bocca, en forme de lèvres pulpeuses réalisé en hommage à l'actrice américaine Mae West), le Rhinocéros, et la Vénus de Milo aux tiroirs...
Faute de taux de fréquentation suffisante, le musée est fermé définitivement le dimanche 14 janvier 2018, après sept ans d'activité .

## Autres musées Dali
- Dalí Paris de Montmartre à Paris
- Dali universe (collections d’œuvres itinérantes)
- Maison-musée Salvador Dalí de Portlligat en Espagne
- Maison-musée château Gala Dalí de Púbol en Espagne
- Théâtre-musée Dalí, Fondation Gala-Salvador Dalí, et Dalí-Joies de Figueras en Espagne
- Salvador Dali Museum en Floride